# Gianluigi Rossi
Gianluigi Rossi (Lanciano, 30 maggio 1941) è uno storico italiano.

## Biografia
Professore Emerito di Storia delle Relazioni Internazionali, Sapienza Università di Roma.
Formatosi alla scuola di Giuseppe Vedovato, Gianluigi Rossi dal 1973 ha insegnato Storia ed Istituzioni dei Paesi Afro-Asiatici e dal 1992 Storia dei Trattati e Politica Internazionale nell'Università "La Sapienza" di Roma, dapprima come Professore Incaricato e quindi come Professore Associato e Ordinario.

Preside della Facoltà di Scienze Politiche dal 2008 al 2012, dal 1994 è Direttore della Rivista "Africa" , e dal 2016 dirige la Rivista "Europea"; dal 1998 è Membro della Commissione  per il Riordinamento e la Pubblicazione dei Documenti Diplomatici Italiani del Ministero degli Affari Esteri.

Ha concentrato la sua attività di ricerca sul processo di decolonizzazione dell'Africa, con riguardo alle colonie italiane. Ha dedicato, inoltre, una particolare attenzione alle fonti edite ed inedite per la Storia delle Relazioni Internazionali, alle Relazioni Italo-Libiche e al processo di integrazione in Africa nell'era dell'indipendenza.

## Opere
- L'Africa Italiana verso l'indipendenza (1941-1949), Milano, Giuffrè, 1980.
- The main problems and prospects of the independent African countries', economic development, in "Academy of Sciences", Moscow - Institute for African studies, Problems of contemporary Africa, Moscow, 1986.
- La decolonizzazione e il Terzo Mondo, in I propilei del Novecento, vol. II, Roma, Lucarini, 1991.
- Africa Facing. The End of the Cold War, in "Rivista di Studi Politici Internazionali", n. 3, 1992.
- Gli impianti elettrici nelle colonie italiane (1925-1945), in Storia dell'Industria Elettrica in Italia, vol. III, Bari-Roma, Laterza, 1993.
- La collaborazione culturale tra l'Italia e la Libia oggi, in "Rivista di Studi Politici Internazionali", n. 266, 2000.
- Storia delle Relazioni Internazionali. Testi e Documenti, 1815-1992, Bologna, Monduzzi, 2004 (con altri Autori).
- La Libia nel Mediterraneo, 1943-1951: interessi delle potenze, indipendenza e questione dell'unità, in "Africa", n. 2, 2008.
- Il contenzioso storico italo-libico e il trattato di amicizia del 30 agosto 2008, in "Rivista di Studi Politici", n, 3, 2010.
- L'Africa verso l'unità. Dagli Stati Indipendenti all'Atto di Unione di Lomé (1945-2000), Roma, Edizioni Nuova Cultura, 2010.
- L'Europa dopo Versailles. Dalla questione delle riparazioni alla politica di appeasement, in "Europea", n. 1, 2017.
- Tra Storia internazionale e diplomazia parallela. Scritti in onore di Gianluigi Rossi, a cura di Silvio Berardi (et al.), Roma, Aracne, 2021.

| Controllo di autorità | VIAF (EN) 14893887 · ISNI (EN) 0000 0000 6150 9717 · SBN LO1V020604 · BAV 495/305635 · LCCN (EN) n83319484 · GND (DE) 1237505283 · BNF (FR) cb126667630 (data) · J9U (EN, HE) 987007276592605171 |